# National Women’s Alliance
National Women’s Alliance (NWA) var en kvinnoorganisation i Serbien, grundad 1906.
Efter ett besök i Serbien av Käthe Schirmacher som var ambassadör till Serbien för IWSA, grundades NWA av en grupp över- och medelklasskvinnor för att fungera som paraplyorganisation för serbiska kvinnoföreningar och Serbiens representant i ICW och IWSA. 
NWA utgjorde föregångaren till National Women's Alliance of the Kingdom of Serbs, Croats, and Slovenes, som grundades för att fylla samma funktion i den nya staten Jugoslavien, och fungera som paraplyorganisation och representant i IWSA. 